# Giovanni Antonio Lazzari

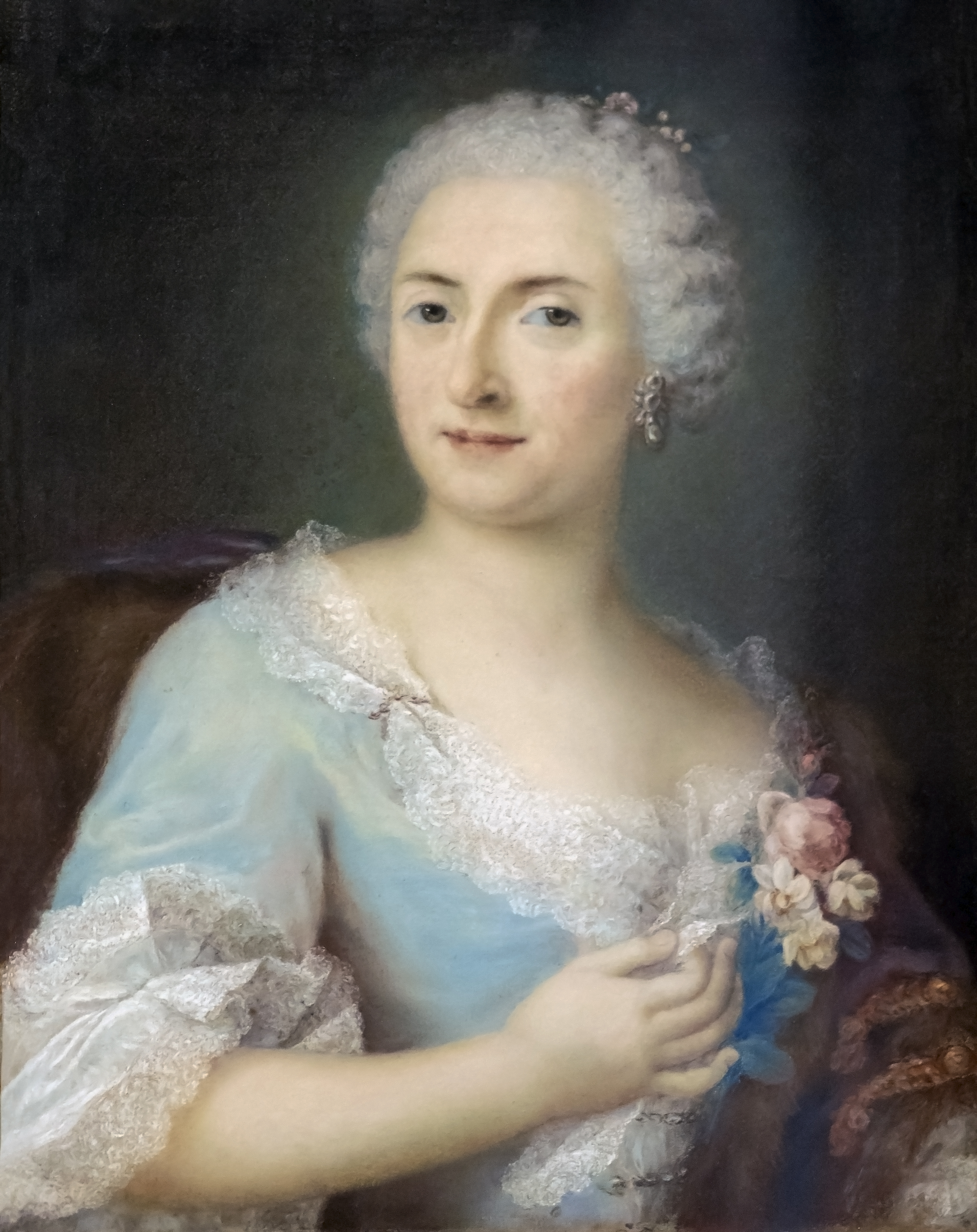
G. A. Lazzari, Ritratto di gentildonna, pastello

Giovanni Antonio Lazzari (Venezia, 1639 – 12 aprile 1713) è stato un pittore italiano tardo-barocco nell’ambito della pittura veneta..

## Biografia
Le informazioni biografiche pervenuteci non consentono di tracciare una narrazione dettagliata della sua vita e della attività artistica. Le testimonianze antiche di cui si dispone sono quelle fornite dal pittore e scrittore suo contemporaneo Nadal Melchiori  nel 1720 e, nei primi decenni dell’Ottocento, dal biografo Filippo de Boni  e dall’abate Luigi Antonio Lanzi. Proprio quest’ultimo, a giustificazione del proprio succinto resoconto, precisa che Giovanni Antonio Lazzari ... ebbe talento, ... ma una ingenita timidezza ostò sempre alla sua fama  .  
Lazzari nacque a Venezia nel 1639 e la sua formazione artistica si sviluppò sulle basi della ricca tradizione pittorica veneta.  In gioventù frequentò lo studio dei pittori Pietro Liberi, Giovan Battista Langetti e Giuseppe Diamantini. La sua carriera si svolse in Veneto, principalmente a Venezia, dove partecipò alla comunità artistica ottenendo il riconoscimento di Eques, con cui si firmava. Un suo ritratto (perduto), eseguito dal pittore e biografo Nadal Melchiori, era altresì intitolato Antonio Lazari cittadino veneto, et cavaliere costantiniano . La disciplina nella quale eccelse fu quella di pastellista; nondimeno realizzò opere di connotazione tardo-barocca su tela e su tavola per varie committenze, principalmente ecclesiastiche e destinate a edifici sacri del territorio veneto, da tempo disperse. Fu anche maestro della più celebre Rosalba Carriera. Morì a Venezia, il 12 aprile 1713.

## Opere

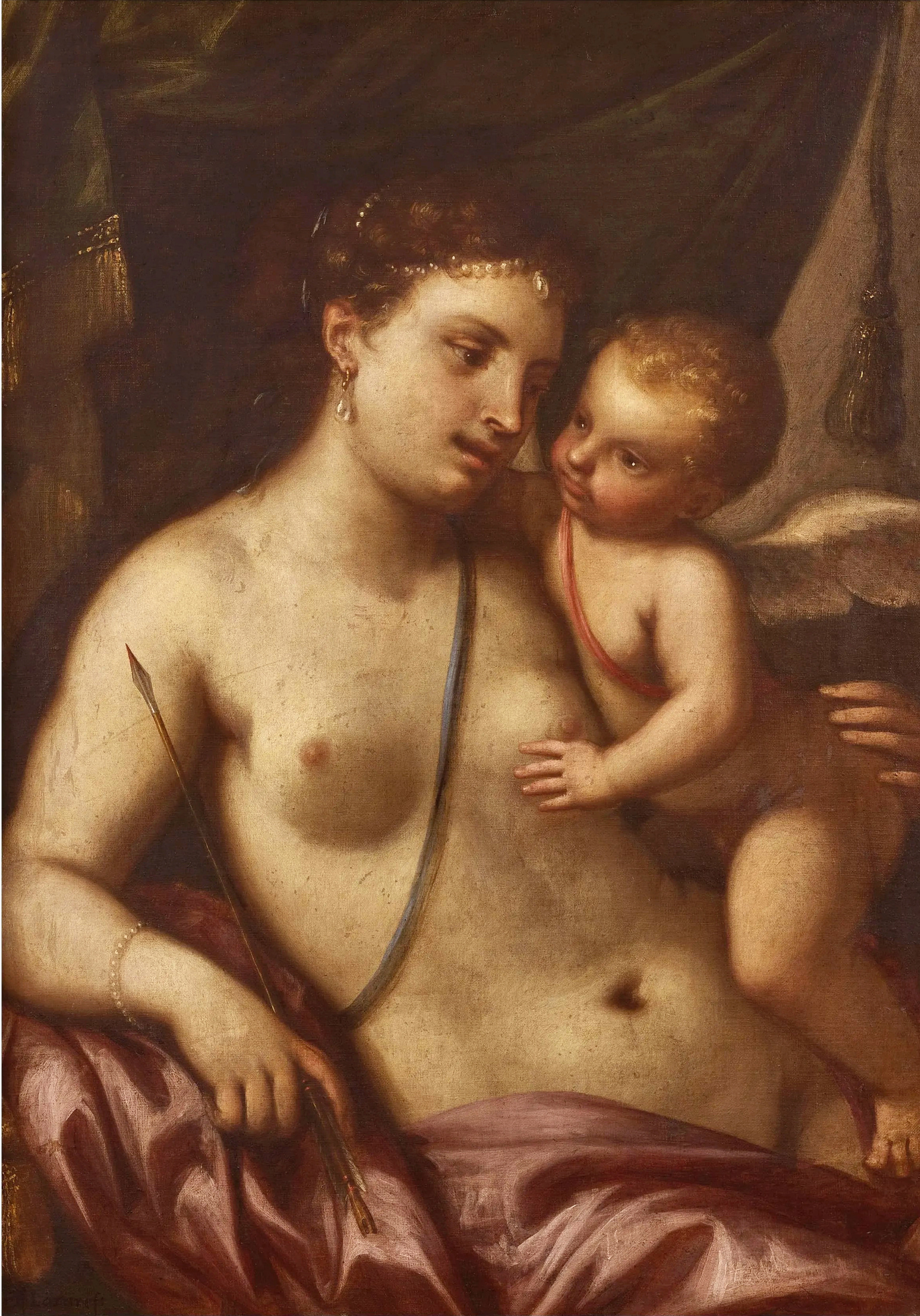
Venere e Cupido

- Ritratto di Caterina Foscarini Grimani, pastello su carta, mm. 350 x 300, 1713, Museo Correr
- Busto ritratto di bambino, pastello su carta , mm. 500 x 390, 1708-1713, Museo Ca’ Rezzonico
- Busto ritratto femminile, pastello su carta, mm. 600 x 480, 1708 – 1713, Museo Ca’ Rezzonico
- Busto ritratto maschile, pastello su carta, mm. 600 x 480, 1708 – 1713, Museo Ca’ Rezzonico
- Venere e Cupido, olio su tela, firmato, cm. 98 x 65,5, collezione privata

Le opere seguenti, realizzate per la Chiesa dell’ex-convento delle Monache clarisse in Castelfranco Veneto sono documentate nei testi antichi, ma andate perdute:
- Lotta dell’Angelo con Giacobbe
- Abramo e il sacrificio di Isacco
- Daniele e i leoni
- Agar e l’Angelo
- Vergine col Bambino

Analoga fu la sorte di una tavola per la Parrocchiale di Coste d’Asolo con rappresentazione di Maria, San Giuseppe e Sant’Antonio e di una pala d'altare per la chiesa dell'isola di Poveglia. Altre opere, non meglio dettagliate, vennero segnalate nel 1840 dal biografo De Boni in Vicenza, a Cittadella e nel Polesine.